# Rennrodel-Weltcup 1982/83
Die Weltcupsaison 1982/83 im Rennrodeln begann am 8. Januar 1983 im schwedischen Hammarstrand  und endete am 6. März 1983 in Oberhof in der DDR. Ein weiterer Saisonhöhepunkt war die Rennrodel-Weltmeisterschaft in Lake Placid.
Gesamtweltcupsieger wurden bei den Frauen Ute Weiß aus der DDR, bei den Männern Paul Hildgartner aus Italien und bei den Doppelsitzern das Duo Hansjörg Raffl/Norbert Huber ebenfalls aus Italien.
Die Saison wurde an fünf Weltcupstationen ausgetragen.

## Weltcupergebnisse
| Datum                | Ort          | Disziplin     | Sieger                             | Zweiter                              | Dritter                              |
| -------------------- | ------------ | ------------- | ---------------------------------- | ------------------------------------ | ------------------------------------ |
| 8./9. Januar 1983    | Hammarstrand | Einsitzer (F) | Ute Weiss                          | Elena Porossowa                      | Elena Perminowa                      |
| 8./9. Januar 1983    | Hammarstrand | Einsitzer (M) | Sergej Danilin                     | Uwe Handrich                         | Norbert Huber                        |
| 8./9. Januar 1983    | Hammarstrand | Doppel (M)    | Volker Sotzmann Volker Dietrich    | Günther Lemmerer Reinhold Sulzbacher | Juris Eisaks Einars Veikcha          |
| 15./16. Januar 1983  | Imst         | Einsitzer (F) | Mária Jasenčáková                  | Marie-Luise Rainer                   | Annefried Göllner                    |
| 15./16. Januar 1983  | Imst         | Einsitzer (M) | Ernst Haspinger                    | Paul Hildgartner                     | Norbert Huber                        |
| 15./16. Januar 1983  | Imst         | Doppel (M)    | Hansjörg Raffl Norbert Huber       | Hans Stangassinger Franz Wembacher   | Thomas Schwab Wolfgang Staudinger    |
| 29./30. Januar 1983  | Lake Placid  | Einsitzer (F) | Ute Weiss                          | Ingrida Amantova                     | Bettina Schmidt                      |
| 29./30. Januar 1983  | Lake Placid  | Einsitzer (M) | Paul Hildgartner                   | Miroslav Zajonc                      | Ernst Haspinger                      |
| 29./30. Januar 1983  | Lake Placid  | Doppel (M)    | Hansjörg Raffl Norbert Huber       | Jörg Hoffmann Jochen Pietzsch        | Helmut Brunner Walter Brunner        |
| 26./27. Februar 1983 | Königssee    | Einsitzer (F) | Ute Weiss                          | Melitta Sollmann                     | Ingrida Amantova                     |
| 26./27. Februar 1983 | Königssee    | Einsitzer (M) | Paul Hildgartner                   | Michael Walter                       | Johannes Schettel                    |
| 26./27. Februar 1983 | Königssee    | Doppel (M)    | Hans Stangassinger Franz Wembacher | Hansjörg Raffl Norbert Huber         | Bernd Oberhoffner Jörg-Dieter Ludwig |
| 5./6. März 1983      | Oberhof      | Einsitzer (F) | Bettina Schmidt                    | Melitta Sollmann                     | Steffi Martin                        |
| 5./6. März 1983      | Oberhof      | Einsitzer (M) | Sergej Danilin                     | Bernhard Glass                       | Paul Hildgartner                     |
| 5./6. März 1983      | Oberhof      | Doppel(M)     | Jörg Hoffmann Jochen Pietzsch      | Hans Stangassinger Franz Wembacher   | Hansjörg Raffl Norbert Huber         |

## Weltcupstände

### Frauen
| Rang | Rodlerin          | Land        |
| ---- | ----------------- | ----------- |
| 1.   | Ute Weiss         | DDR         |
| 2.   | Ingrīda Amantova  | Sowjetunion |
| 3.   | Melitta Sollmann  | DDR         |
| 4.   | Annefried Göllner | Österreich  |
| 5.   | Elena Porosowa    | Sowjetunion |
| 6.   | Bettina Schmidt   | DDR         |

### Männer
| Rang | Rodler            | Land        |
| ---- | ----------------- | ----------- |
| 01.  | Paul Hildgartner  | Italien     |
| 02.  | Sergej Danilin    | Sowjetunion |
| 03.  | Ernst Haspinger   | Italien     |
| 04.  | Norbert Huber     | Italien     |
| 05.  | Michael Walter    | DDR         |
| 06.  | Johannes Schettel | BRD         |

### Doppelsitzer
| Rang | Duo                                 | Land        |
| ---- | ----------------------------------- | ----------- |
| 01.  | Hansjörg Raffl/Norbert Huber        | Italien     |
| 02.  | Hans Stanggassinger/Franz Wembacher | BRD         |
| 03.  | Thomas Schwab/Wolfgang Staudinger   | BRD         |
| 04.  | Juris Eisaks/Einars Veikcha         | Sowjetunion |
| 05.  | Georg Fluckinger/Franz Wilhelmer    | Österreich  |
| 06.  | Jörg Hoffmann/Jochen Pietzsch       | DDR         |